# Vasúti határállomás

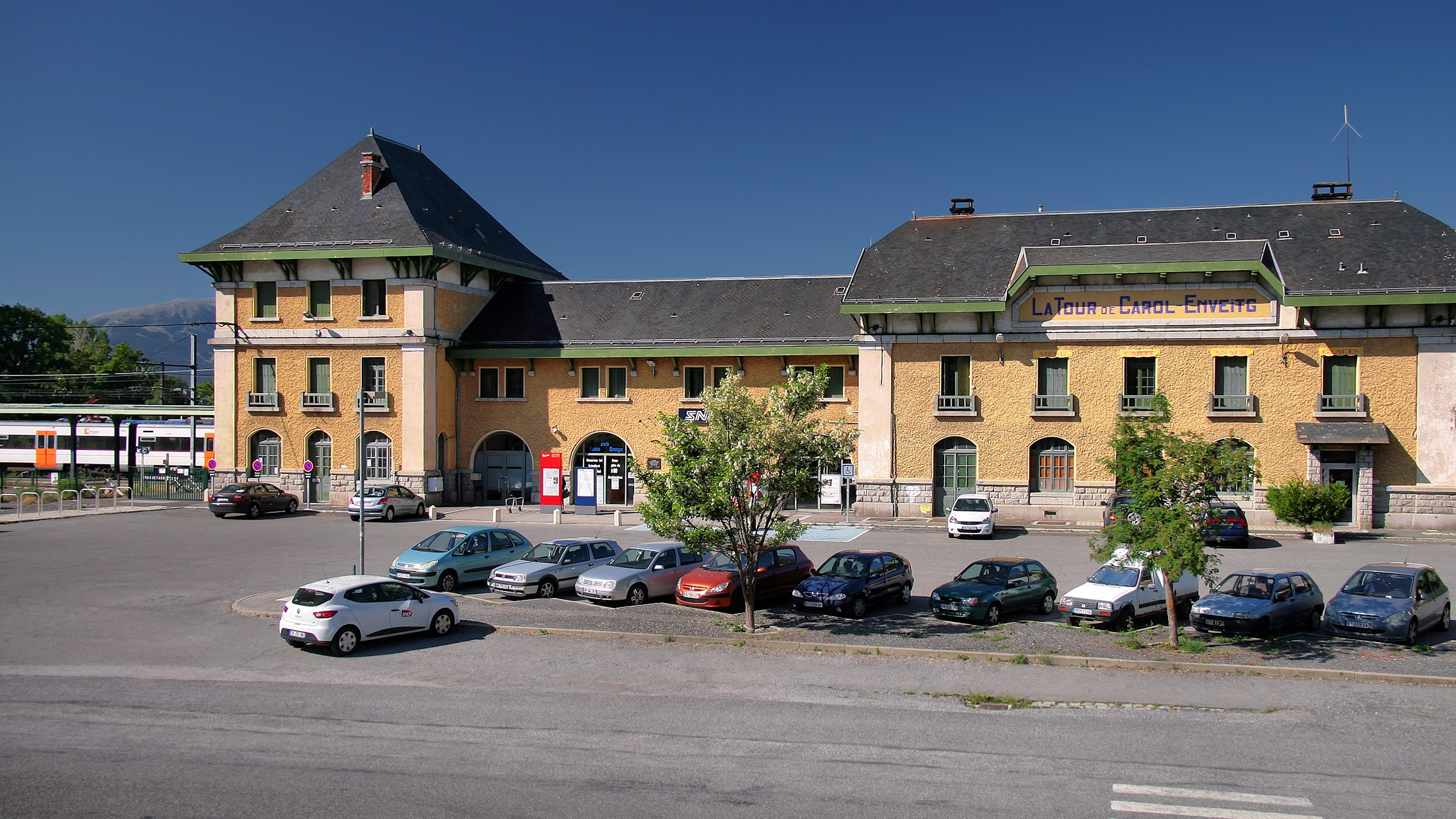
Gare de Latour-de-Carol - Enveitg, határállomás a spanyol-francia határon

A vasúti határállomások olyan vasútállomások, melyekből egy másik országba vezető vasútvonal kezdődik el. A határállomások jellegzetessége, hogy ott legtöbb esetben útlevél és vámvizsgálat is történik, továbbá a vasútállomástól kevés kilométerre már ott van az államhatár.

## Vasúti határállomásokon történő feladatok
A határállomásokon minden eseten van kocsivizsgáló, minden esetben kell kocsivizsgálatot tartani és általában itt cserélnek mozdonyt is a szerelvények. A határállomásokon minden esetben tartanak fékpróbát.

## Vasúti határállomásokon való közlekedésszabályozási feladatok
Határállomások vasúti közlekedésének szabálya, hogy egyik határállomásról a másikra csak a nemzetközi egyezményekben meghatározott módszerekkel történő értekezés után járhat ki. Ezért például nem lehet az ezeken az állomásokon szolgálatot teljesítő forgalmi szolgálattevőknek egymással telefonon értekezni.
Magyarországon határállomás-határállomás közötti értekezésre a ForCom informatikai szoftvert használják.
Az írásbeli rendelkezések kiállításának szabályai: Minden esetben az indító határállomásnak kell a másik ország határállomásának megfelelő nyelven és formátumban szükséges kiállítani, de ehhez csatolni kell az indító határállomás adott nyelvű és formátumú írásbeli rendelkezését.

## Mozdonyok egyik országból a másik országba való közlekedésének szabályai
Nemzetközi egyezmények írják elő azt, hogy melyik állomáson kell mozdonyt és személyzetet váltani, és hogy hol kell a teljes fékpróbát megtartani.
Fontos szabály, hogy rendkívüli esetben sem közlekedhet az adott határállomáson túl mozdony a másik határállomás országában.
Minden esetben a mozdonyok személyzetének ismernie kell az országok forgalmi utasításait.
A MÁV jelenleg érvényes szabályozása kimondja: "Magyarországon határállomásról vasúti határátmeneten keresztül csak 20 éven felüli, az adott ország forgalmi utasítását tudó személy továbbíthat vasúti szerelvényt. A forgalmi utasításokból 2 évente kötelezően újra kell vizsgázni."

## Magyarországi vasúti határátmenetek

### Magyarország-Románia
- Biharkeresztes - Biharpüspöki - (Nagyvárad) (1 vágányú, villamosított).
- Kötegyán - Nagyszalonta (1 vágányú, nem villamosított).
- Lőkösháza - Kürtös - (Arad) (2 vágányú, 25 kV 50 Hz AC áramnemmel villamosított).
- Nyírábrány - Érmihályfalva (1 vágányú, nem villamosított).

### Magyarország-Ukrajna
- Eperjeske - Szalóka (fonódott(wd) normál (1435 mm) és széles (1524 mm) nyomtávolságú vágány, nem villamosított; csak teherforgalom).
- Záhony - Csap (fonódott normál (1435 mm) és széles (1524 mm) nyomtávolságú vágány, nem villamosított).

### Magyarország-Szlovákia
- Rajka - Oroszvár - (Pozsony) (1 vágányú, 25 kV 50 Hz AC áramnemmel villamosítva, 2017. december 10-től ismét van rajta személyforgalom).
- Komárom - Révkomárom (1 vágányú, 25 kV 50 Hz AC áramnemmel villamosítva, csak teherforgalom van rajta)
- Szob - Helemba - (Párkány) (2 vágányú, 25 kV 50 Hz-cel van villamosítva).
- Nógrádszakál -  Bussa - (Nagykürtös) (1 vágányú, nem villamosított, csak teherforgalom van rajta)
- Ipolytarnóc - Kalonda - (Losonc) (1 vágányú, nem villamosított, csak teherforgalom)
- Somoskőújfalu - Fülek (1 vágányú, nem villamosított, csak teherforgalom).
- Bánréve - Sajólénártfalva (1 vágányú, nem villamosított, csak teherforgalom).
- Tornanádaska - Torna (1 vágányú, nem villamosított, forgalomból kizárva).
- Hidasnémeti - Hernádcsány - (Kassa) - (1 vágányú, egészen az államhatárig 25 kV 50 Hz AC-val, szlovák szakaszon 3 kV egyenárammal van villamosítva).
- Sátoraljaújhely - Kisújhely (1 vágányú, nem villamosított, forgalomból kizárva 2016-tól).

### Magyarország - Horvátország
- Gyékényes - Kapronca (1 vágányú, 25 kV 50 Hz AC áramnemmel villamosítva).
- Magyarbóly - Pélmonostor - (Eszék) ˙(1 vágányú, nincs villamosítva).
- Murakeresztúr - Kotor - (Csáktornya) (1 vágányú, nem villamosított)

### Magyarország - Szlovénia
- (Zalaegerszeg) - Bajánsenye megállóhely (a legközelebbi állomás Őriszentpéter) - Őrihódos (1 vágányú, Őrihódos állomásig 25 kV 50 Hz AC áramnemmel villamosítva, onnan a szlovén 3000 voltos egyenáramú rendszerrel folytatódik).

### Magyarország - Ausztria
- Hegyeshalom - Miklóshalma (2 vágányú, villamosított: magyar szakaszon 25 kV 50 Hz-cel, ausztriai szakaszon 15 kV, 16,7 Hz-cel. (MÁV / ÖBB)
- Fertőszentmiklós - Pomogy (1 vágányú, 25 kV 50 Hz-cel villamosítva) (GYSEV / GYSEV)
- (Sopron) - Ágfalva - Lépesfalva-Somfalva (1 vágányú, nem villamosított) (ÖBB / ÖBB)
- Harka - Sopronkeresztúr (1 vágányú, 25 kV 50 Hz-cel villamosítva)  (GYSEV / ÖBB)
- Sopron - Sopronkertes-Somfalva (1 vágányú, 25 kV 50 Hz-cel villamosítva) (GYSEV / GYSEV)
- Szentgotthárd - Gyanafalva (1 vágányú, nem villamosított) (GYSEV / ÖBB)

### Magyarország - Szerbia
- Kelebia - Szabadka (1 vágányú, villamosított).
- (Szeged) - Röszke - Horgos - (Szabadka) (1 vágányú, nem villamosított).